# Emirhan Topçu
Emirhan Topçu (Balıkesir, 11 ottobre 2000) è un calciatore turco, difensore del Beşiktaş.

## Carriera

### Club
Topçu è cresciuto nel settore giovanile del Çaykur Rizespor, dove ha debuttato il 21 settembre 2017 nell'incontro di Türkiye Kupası vinto 3-0 contro il Nevşehir. Il 13 febbraio 2020 è passato in prestito allo Zenica, ma ha giocato un solo incontro nei sei mesi successivi. Rientrato al Rizespor, dopo sei mesi in cui ha giocato solamente in coppa è passato in prestito al Menemen in seconda divisione.
Al rientro al Rizespor ha iniziato a giocare con maggior continuità, conquistando un ruolo da titolare nella stagione 2022-2023. Il 22 novembre 2022 ha segnato il suo primo gol in carriera nel successo per 3-1 sul Gençlerbirliği.
Il 2 agosto 2024 è stato acquistato a titolo definitivo dal Beşiktaş.

### Nazionale
Nel 2024 ha esordito in nazionale.

## Statistiche

### Presenze e reti nei club
Aggiornato al 2 settembre 2024
| Stagione               | Squadra                | Campionato             | Campionato | Campionato | Coppe nazionali | Coppe nazionali | Coppe nazionali | Coppe continentali | Coppe continentali | Coppe continentali | Altre coppe | Altre coppe | Altre coppe | Totale | Totale | Totale |
| Stagione               | Squadra                | Comp                   | Pres       | Reti       | Comp            | Pres            | Reti            | Comp               | Pres               | Reti               | Comp        | Pres        | Reti        | Pres   | Reti   |        |
| ---------------------- | ---------------------- | ---------------------- | ---------- | ---------- | --------------- | --------------- | --------------- | ------------------ | ------------------ | ------------------ | ----------- | ----------- | ----------- | ------ | ------ | ------ |
| 2017-2018              | Çaykur Rizespor        | 1L                     | 2          | 0          | CT              | 1               | 0               |                    | -                  | -                  |             | -           | -           | 3      | 0      |        |
| 2018-2019              | Çaykur Rizespor        | SL                     | 0          | 0          | CT              | 3               | 0               |                    | -                  | -                  |             | -           | -           | 3      | 0      |        |
| 2019-gen. 2020         | Çaykur Rizespor        | SL                     | 0          | 0          | CT              | 3               | 0               |                    | -                  | -                  |             | -           | -           | 3      | 0      |        |
| gen.-giu. 2020         | Zenica                 | PL                     | 1          | 0          | CB              | 0               | 0               |                    | -                  | -                  |             | -           | -           | 1      | 0      |        |
| 2020-gen. 2021         | Çaykur Rizespor        | SL                     | 0          | 0          | CT              | 3               | 0               |                    | -                  | -                  |             | -           | -           | 3      | 0      |        |
| gen.-giu. 2021         | Menemen                | 1L                     | 15         | 0          | CT              | 0               | 0               |                    | -                  | -                  |             | -           | -           | 15     | 0      |        |
| 2021-2022              | Çaykur Rizespor        | SL                     | 12         | 0          | CT              | 1               | 0               |                    | -                  | -                  |             | -           | -           | 13     | 0      |        |
| 2022-2023              | Çaykur Rizespor        | 1L                     | 31         | 1          | CT              | 1               | 0               |                    | -                  | -                  |             | -           | -           | 32     | 1      |        |
| 2023-2024              | Çaykur Rizespor        | 1L                     | 32         | 1          | CT              | 0               | 0               |                    | -                  | -                  |             | -           | -           | 32     | 1      |        |
| Totale Çaykur Rizespor | Totale Çaykur Rizespor | Totale Çaykur Rizespor | 77         | 2          |                 | 12              | 0               |                    | -                  | -                  |             | -           | -           | 99     | 2      |        |
| 2024-2025              | Beşiktaş               | SL                     | 3          | 0          | CT              | 0               | 0               | UEL                | 2                  | 0                  |             | -           | -           | 5      | 0      |        |
| Totale carriera        | Totale carriera        | Totale carriera        | 96         | 2          |                 | 12              | 0               |                    | 2                  | 0                  |             | -           | -           | 110    | 2      |        |

## Palmarès

### Club

#### Competizioni nazionali
- TFF 1. Lig: 1

Çaykur Rizespor: 2017-2018